# جمعية المرسلين اللبنانيين الموارنة
«جمعيّة المرسلين اللبنانيّين الموارنة هي جمعيّة إكليريكيّة، ذات حق بطريركي، ينذر أبناؤها المشورات الإنجيليّة الثلاث، الطاعة والعفة والفقر، وفقاً للقوانين المقدَّسة، وتقوم بنشاطها الروحي والرسولي، بانسجام مع الرئيس الكنسي المكاني، لنشر الإيمان وصيانته في كنيستنا المارونيّة، والكنيسة الجامعة» (كتاب القوانين، عدد 1).
قام البطريرك يوسف حبيش عام 1840 بتأسيس «جمعية المرسلين الإنجيليين» التي كانت مهتمها الأساسية الوعظ والتبشير في القرى المارونية، بهدف نشر ثقافة إيمانية أكثر عمقًا.
ثم اتخذت لاحقًا هذه الجمعية دفعاً نهائياً مع الخوري (المطران فيما بعد) يوحنا الحبيب، رجل الإلهام الكبير، وأصبحت «جمعية المرسلين اللبنانيين الموارنة» التي أخذت على عاتقها كل أنواع العمل الرسولي في لبنان والاغتراب اللبناني، لا سيّما في حقليّ خدمة الكلمة والتربية المسيحيّة، بهدف إعلان سرّ المسيح، وتحقيق إنجيل الخلاص، وإمداد الناس بكل عمل روحي يفيد خلاصهم.
تأسّست جمعيّة المرسلين اللبنانيين في دير الكريم – غوسطا (جبل لبنان)، عام 1865، بفضل جهود حثيثة قام بها الخوري يوحنا حبيب (مطران الناصرة شرفاً فيما بعد)، مع عدد من الكهنة الغيارى، وفي مقدَّمهم الخوري اسطفان قزاح، الرئيس العام الأوّل والأب الروحي للجمعيّة الناشئة.

## جمعية المرسلين اللبنانيين الموارنة
«جمعيّة المرسلين اللبنانيّين الموارنة هي جمعيّة إكليريكيّة، ذات حق بطريركي، ينذر أبناؤها المشورات الإنجيليّة الثلاث، الطاعة والعفة والفقر، وفقاً للقوانين المقدَّسة، وتقوم بنشاطها الروحي والرسولي، بانسجام مع الرئيس الكنسي المكاني، لنشر الإيمان وصيانته في كنيستنا المارونيّة، والكنيسة الجامعة» (كتاب القوانين، عدد 1).
تأسّست جمعية المرسلين اللبنانيين في دير الكريم – غوسطا (جبل لبنان)، عام 1865، بعد جهود حثيثة قام بها الخوري يوحنا الحبيب (المطران فيما بعد) مع العديد من الكهنة الغيّورين. وقد أراد المؤسّسون أن يسيروا الدرب صوب الكمال، وأن يعملوا لأجل الخير الروحي عند القريب، أن يكرزوا بالإنجيل بالتحذير بالتوجيه بالإرشاد وبالتربية، وكل ذلك «لمجد الله الأعظم».
«إنّ أخصّ الأسباب التي نبّهتني إلى تأسيس جمعيّة المرسلين، نظري إلى أنّ عصرنا الحالي يحتاج إلى قيام كهنة غيورين على خير القريب الروحي، مجرَّدين عمّا سوى ذلك من الأشغال، يُعدّون أنفسهم، ويصرفون اهتمامهم بهذا الجهاد العظيم الشأن» (من أقوال المؤسّس).
وقد لاقت الجمعيّة البطريركيّة استحسان البطريرك والأساقفة. تتألّف الجمعية حاليًا من: 4 أساقفة، 96 كاهن، 20أخ ناذر، 2 مبتدئَين.
الموقع الاكتروني الرسمي: http://www.lebanesemissionaries.org/
درجت العادة أن يكون مرشد رياضة الأساقفة الموارنة السنويّة من أحد آباء الجمعيّة.
تهتمّ الجمعيّة بالإرشاد الروحي لجمعية راهبات العائلة المقدّسة المارونيّات.

## الأهداف
نَمَت جمعية المرسلين اللبنانيين الموارنة «وبدأ الناس يتوافدون إلى المرسلين طالبين المساعدة والإرشاد ومستمعين إلى عظاتهم وتوجيهاتهم. وقد توجّه الكهنة إلى كل لبنان مبشّرين بسماع الاعترافات، وقد أحبّهم الناس واحترموا طرقهم...» (من كتابات المؤسّس).
وقد أخذت الجمعية على عاتقها كل أنواع العمل الرسولي، إذ أننا «بحاجة إلى مشروع رسالة»، على حدّ تعبير الأب اسطفان قزاح، أحد مؤسّسي الجمعية ورئيسها العام الأول، وفي مناسبات عديدة.
وقد شكّلت أمنية المطران يوحنا الحبيب التي أعرب عنها أمام المنتسبين الأوائل إلى الجمعية، مختصرًا لأهداف الجمعية: «الأمنية الأعزّ على قلبي أن أراكم قبل مماتي منتشرين في العالم كلّه وفي الشرق على مثال تلاميذ يسوع، مُعلنين البُشرى السارة ومختبرين الحاجة والاضطهاد والموت حبًّا بمن بذل دمه لأجلنا» (عب 11/26). لذلك، جمعية المرسلين اللبنانيين الموارنة هي جماعة تعمل على التبشير بالإنجيل في كل مكان، شرقاً وغرباً، بدون تردّد وبدون تأجيل وتقاعس.

## التنشئة
ترتكز التنشئة في الجمعية على التربيّة الإنسانيّة والروحيّة والرسوليّة العمليّة. وعليه، فأهمّ مراكز الجمعية هي تلك التي تُعنى بإعداد مرسلين الغد. وتُساهم هذه التنشئة الروحيّة، الرسوليّة والكهنوتيّة، بتحضير المرسلين أن يكونوا «كالخراف بين الذئاب» وسط العالم ساعين إلى توبة الخاطئين والتزام المؤمنين.

## أديار الجمعيّة في لبنان
| # | اسم الدير                                    | تاريخ التأسيس                   | عيد الدير                                 | الغاية الرّسوليّة                                                          | محطّات تاريخيّة |
| - | -------------------------------------------- | ------------------------------- | ----------------------------------------- | ------------------------------------------------------------------------ | --- |
| 1 | دير المخلّص الكريم – غوسطا                    | 1716.                           | 6 آب، عيد تجلّي الرّب.                      | هو الدير الأم. الغاية الرسولية هي تنشئة المبتدئين على الحياة في الجمعيّة. | يعود تأسيسه إلى سنة 1716 (لرهبان الأرمن الكاثوليك)، وقد اشتراه المطران يوحنّا حبيب سنة 1865. مدرسة مجانيّة عام 1896. -مأوىً وملجأً للعديد من المهجّرين والمشرّدين والجيّاع والهاربين من ظلمِ السّلطات التركيّة. -كان مركزاً للرئاسة العامة حتّى سنة 1921. -ورشات إعمار متلاحقة منذ مطلع الخمسينات. لوحة إيطاليّة محفوظة داخل كنيسة الدير، تعود إلى ما قبلَ القرن الثّالث عشر، تُعرَف باسمِ الثّالوث المتألّم. |
| 2 | دير سيدة النجاة – ميروبا                     | ؟                               | 15 آب                                     | دير مصيف للآباء المسنّين والمرضى                                          | قرّر المؤسّس بناء دير كمصيف، أو للآباء المرضى الّذين بحاجة إلى الرّاحة، فبنى على تلّة ميروبا دير سكن فيه الكهنة من كبار السّن. |
| 3 | دير مار يوحنّا الحبيب – جونيه                 | 2 آذار 1901                     | عيد مار يوحنا الحبيب في 8 أيّار و 26 أيلول | مقرّ الرّئاسة العامة والنشاط الرسولي                                       | الاهتمام بالأخويّات وتأسيس "جمعيّة ملجأ الفقير" على غرار جمعيّة مار منصور، ونادي الشّبيبة الكاثوليكيّة لمحاربة الماسونيّة في جونيه. -افتتاح مدرسة مجانيّة لأحداث جونيه الفقراء. -أنشئت المطبعة بالقربِ منهُ سنة 1924. ألغي الدير ليصبح مركز إذاعة "صوت المحبّة" سنة 1984. سنة 1992، أعيد اسم الدّير وجماعتِهِ إلى جناحٍ خاص في سنتر سان جان القريب من الدّير القديم. أصبح نهائيّاً مركز الرّئاسة العامة في 26 أيلول 2008 بعد ترميمه. |
| 4 | دير ومزار سيّدة لبنان -حريصا                  | 20 نيسان 1904 واستلامه سنة 1908 | الأحد الأول من أيار                       | معبد للصلاة ولتكريم العذراء مريم                                         | بتوكيل من صاحب الغبطة، إلياس بطرس الحويك، تهتم الجمعية بإدارة المزار والخدمة الروحية للمؤمنين منذ 1908. 15 آب 1970 وضع حجر الأساس لتشييد البازيليك الكبرى برئاسة البطريرك بولس المعوشي وحضور رئيس الجمهوريّة شارل حلو وحشد من الرسميّين والشعب. 10 أيّار 1997 وقّع فيه البابا الرّاحل يوحنّا بولس الثّاني الإرشاد الرّسولي "رجاء جديد للبنان" وسط حشود من رجال الدّين والدنيا والشبيبة. عام 2004، نظّمت احتفالات دينيّة على مدار السّنة في الذكرى المئويّة الأولى لتأسيس المعبد. في 2 شباط 2006، افتتح مركز "بيت عنيا" برعاية البطريرك الكاردينال مار نصر الله بطرس صفير، ويتبع إدارتها معبد سيّدة لبنان. |
| 5 | دير ومعهد الرّسل – جونيه                      | أيلول 1939                      | 30 حزيران                                 | الرسالة التربوية والتعليم                                                | في سنة 1951، نقل مركز الرئاسة العامة إليه بصورة مؤقّتة. |
| 6 | دير مار مارون ومدرسة قدموس – جوار النّخل، صور | 12 تشرين الثّاني 1966            | 9 شباط                                    | الرسالة التربوية والتعليم                                                | مدرسة وقفيّة قديمة من المحسن إبراهيم نصر الله الخوري. تطوّرت لتصبح ثانويّة من أكبر وأهمّ مدارس الجنوب. |
| 7 | إكليريكيّة مار يوحنا الرسول الكبرى-حريصا      | 1 تشرين الأوّل 1996              | 8 أيار                                    | تنشئة الأخوة الناذرين المرشّحين للكهنوت                                   | انتقال الأخوة الدارسون والمسؤولون عنهم إليها سنة 1996. مركز جونيه أصبحَ مركزاً خاصًّا بالرئاسة العامة. سنة 2003، تمّ نقل المكتبة العامة التّابعة للجمعيّة بكلِّ محتوياتها من كتبٍ ومجلّاتٍ ومراجع من مركز الرّئاسة العامة إلى الإكليريكيّة لتكونَ بخدمة الأخوة الدّارسين |
| 8 | دير سيدة البحار – إدّه، البترون               | 22 آب 2001                      | 8 أيلول                                   | مساعدة كهنة الرعايا في خدمتهم الرعائية.                                  | وقّع الرئيس العام اتفاقا على 99 سنة مع عائلة شديد بشخص سيادة المطران جون شديد تتسلّم بموجبِهِ وقفيّة أحد أنسبائها المتوفّين لإقامة مركز ذي طابع رسولي اجتماعي على حسابها. أوّل تعيين رسمي للآباء في هذا المركز كان مع بداية عهد قدس الأب العام خليل علوان، في آب 2001، وقد أعطي اسم: "بيت الرسالة". |

## مؤسسات الجمعيّة في لبنان
كل هذه المؤسسات هي مراكز بخدمة الإنجيل والكنيسة والمجتمع.
| #  | اسم المؤسسة                      | تاريخ التأسيس            | الغاية الرّسوليّة | محطّات تاريخيّة |
| -- | -------------------------------- | ------------------------ | --- | --- |
| 1  | مطابع الكريم الحديثة             | سنة 1928                 | مطبعة متخصّصة لطباعة الكتب الدينيّة والليتورجيّة والثقافيّة، من بينها منشورات البطريركيّة المارونيّة، وغيرها.                                                                  | عيّن أوّل مدير لها الأب جرجس أبي سمرا، ودُشّنت حروفها أوائل سنة 1929 بطبع كتاب قوانين الجمعيّة. تطوّرت المطبعة مع الزّمن بفضل القيّمين عليها، وخاصّةً في هذه السنوات الأخيرة حيث استحدثت آلات جديدة وتجهيزات داخليّة على مستوى مرموق، وسمّيت " مطابع الكريم الحديثة " |
| 2  | منشورات الرّسل – جونيه            | 10 كانون الأوّل 1928      | مهمتها نشر مؤلّفات الآباء، والكتب الطقسيّة وسواها من الكتب الأدبيّة والمدرسيّة.                                                                                              | طبع الكتب المدرسيّة والكتب الدينيّة |
| 3  | مجلّة المنارة                     | سنة 1930.                | الثّقافة المسيحيّة وخدمة الكلمة. مجلة دينيّة تُعالج مواضيع روحية ولاهوتية بطريقة معمّقة من قِبَل أصحاب الاختصاص.                                                                | بعد العمل على الإصدار الشّهري للمجلّة، توقّفت عن الصّدور سنة 1950، لتعودَ مجدّداً عام 1981، بثلاثة أعداد سنويّاً |
| 4  | إذاعة صوت المحبّة                 | يوم عيد العنصرة سنة 1984 | برامج تعليميّة روحيّة، تأمليّة لكلّ الفئات العمريّة | أتمّت الإذاعة خطوة توأمة مع راديو ماريّا – إيطاليا، كما تتعاون مع اتحاد الإذاعات الفرنكوفونيّة العالميّة COFRAC. تعرّضت لانفجار استهدفها في 6 أيّار 2005، أدّى إلى هدم قسم كبيرٍ منها إضافةً إلى تلفِ محتوياتها، فنقلَ مركز البث إلى مبنى صغير مجاور ريثما انتهى العمل على ترميم المبنى الأساسي.                                                                                 |
| 5  | مكتبة الكريم                     | سنة 1989                 | مكتبة تعنى بالكتب الروحية والليتورجية وبالأواني الكنسية. | استُعملت كمكتبة مبيعات من كتب دينيّة وأوانٍ كنسيّة وغيرها تحت إدارة أحد آباء الجمعيّة. |
| 6  | معهد التثقيف اللاهوتي للعلمانيّين | سنة 1992                 | تنشئة العلمانيّين الراغبين في التعمّق بالإيمان المسيحي وإشباع عطشهم الرّوحي من كلّ الأعمار والمستويات العلميّة والثّقافيّة                                                      | أتى هذا المعهد جواباً على حاجة الشّبيبة عموماً. |
| 7  | بيت الطالب                       | سنة 1998                 | تندرج ضمن الأهداف الرسوليّة والتربويّة لجمعيّة المرسلين اللبنانيّين، وهي حثّ المقيمين فيه إلى إنماءِ شخصيّتهم الإنسانيّة في جوٍّ من الألفةِ والتفاهم والتعاون.                      | |
| 8  | ستوديو Cine Christ               | سنة 2005                 | ستوديو لإيصال البرامج التعليميّة للشباب. | بدأ العمل مع بعض الشباب بإنشاء ستوديو للإنتاج التلفيزيوني الدّيني. تطوّر الاستديو بحيث تأمّنت المعدّات اللازمة لبدأ العمل وتمّ إنتاج عدد من الVideoclips والأفلام الوثائقيّة والدينيّة، ومجموعة من أفلام الرّسوم المتحرّكة الّتي يمكن لأساتذة التّعليم المسيحي الاستفادة منها في رسالتهم.                                                                                        |
| 9  | المنسيّين                         | في كانون الأوّل سنة 2007  | زرع القيم الإنجيليّة المتعلّقة بمحبّة الفقير والتوعية على مبادئ تعاليم الكنيسة الاجتماعيّة، من خلال حثّ المستمعين على مساعدة المعوزين والعيل الفقيرة والعيل الفقيرة والمنسيّة. | البداية كان برنامج إذاعي، يبثُّ عبر أثير إذاعة صوت المحبّة. سنة 2007، أنشأ مجلس الشّورى العام في الجمعيّة مؤسّسة "المنسيّين" لتهتمّ بتلبية حاجات العائلات والأفراد الأكثر فقراً في مجتمعنا. وذلك عبر مساعدات ماليّة، عينيّة، وطبّيّة حيث بلغت قيمة المساعدات بين عام 2009 – 2010، نصف مليون دولار. يضمُّ البرنامج أكثر من ألفِ مشتركٍ مساهم، وأكثر من 800 مستفيد شهريّاً من هذه المؤسّسة. |
| 10 | تلفزيون Charity TV               | 1 تشرين الأوّل 2009       | الجواب على الحاجة الملحّة في كنيستنا لإيجاد تلفزيون ديني مختصّ يُحاكي الشّباب والأطفال بلغتهم، وينمّي ثقتهم بالكنيسة.                                                         | بدأ البث عبر الإنترنت لينتقل من بعدها إلى البث عبر الكابل ثمّ البث الهوائي مع شركة الEconet وDigitech وUCL وTV2 على أمل الوصول إلى البث الفضائي. |

## رسالة الجمعية في الاغتراب
أصبحت كل هذه الأماكن بمثابة بيت ثانٍ للموارنة خاصةً وللبنانيين عامةً، فيها يجدّد الموارنة معتقداتهم المسيحيّة بالإضافة إلى تقاليدهم وتراثهم اللبناني.
| #  | اسم الرسالة                        | تاريخ التأسيس    | عيد الدير/المركز               | الغاية الرسوليّة | المحطّات التاريخيّة |
| -- | ---------------------------------- | ---------------- | ------------------------------ | --- | --- |
| 1  | رسالة الأرجنتين – بوانس أيرس       | أيّار 1901        |                                | خدمة المغتربين الموارنة، وتشتمل على رعية، مدرسة ومطبعة.                                                                              | سنة 1901 أبحر الأبوان يوحنّا غصن ومخايل الحجّار وسط العديد من المصاعب الّتي تغلّبا عليها بفضل مساندة أبناء الجالية والمحسنين. سنة 2001، تمّ بناء كنيسة كبرى دشّنها الكردينال البطريرك مار نصر الله بطرس صفير في مناسبة اليوبيل المئوي الأوّل للرّسالة. |
| 2  | رسالة أفريقيا الجنوبيّة - جوهنسبورغ | سنة 1927         |                                | خدمة الجالية المارونيّة. وهي تتضمّن 3 كنائس، مركزاً رعائيًّا ومدرسة.                                                                      | بعد الأب يوسف جوان، أرسل مرسل وهو الأب بطرس العلم الّذي أمضى 35 سنة وحده في خدمة المغتربين. سنة 1962، حلّ محلّه ميخائيل شبلي لمدّة مماثلة. سنة 1992، زار الكردينال مار نصر الله بطرس صفير الجالية المارونيّة في تلك المدينة وهي أوّل زيارة يقوم بها بطريرك ماروني إلى القارة السوداء. |
| 3  | رسالة البرازيل – ريو دي جانيرو     | حزيران 1931      |                                | خدمة الجالية إذ كانت المرجع الوحيد للأبناء هناك. وهي عبارة عن رعية ومركز رعائي.                                                      | انتقل الأب إلياس ماريّا الغريّب ليؤسّس الرّسالة هناك ومن ثمّ لحقَه الأب يوسف الهاني – الثّاني. أقامت بلديّة ريو دو جانيرو شارعاً باسم إلياس ماريّا الغريّب وتمثالا في السّاحة إذ كان له ذكرٌ واحترام مجيدين في مختلف الأوساط. |
| 4  | رسالة الولايات المتّحدة الأمريكية   | كانون الأوّل 1988 |                                | رسالة رعائيّة بخدمة أسقفَي الموارنة في الولايات المتحدة حيث أبناء الجمعية يساعدون في العمل الرعائي.                                    | بعد نهاية الحرب العالميّة الأولى، أرسلت الجمعيّة كهنة إلى الولايات المتّحدة الأمريكيّة حيثُ خدموا رعيّتي كليفلاند واكرون في ولاية أوهايو (آخرهم كان الأب يوسف كميد). بعد وفاة الكهنة المرسلين، توقف نشاط المرسلين اللبنانيّين في الولايات المتّحدة الأمريكية حوالي 40 سنة. أرسلت الجمعيّة سنة 1988 كاهنين بهدف متابعة دراستهما العليا، فأصبح حضورهم شاركة في المسؤوليّات الرعويّة وذلكَ في رعيّة القدّيس جاورجيوس في سان أنطونيو وبعدها في كاتدرائيّة لوس أنجلوس. تبعها العديد من الكهنة، ليسهموا في تأسيس رسالات مارونيّة جديدة في مدنٍ مختلفة. (دالاس، تكساس، أريزونا، كاليفورنيا...). سنة 1993، عقد اتفاق بين الجمعيّة والمطران فرنسيس الزايك بما يخصُّ رعيّة في هيوستن. وفيها، بَنَت الجمعيّة صالة كبيرة رائعة تكرّست في شهر آذار من سنة 2003، وهي في صدد بناء بيت للكهنة يفي حاجات المرسلين. |
| 5  | رسالة أستراليا في سيدني            | 1993             | عيد مار يوحنّا الحبيب في 8 أيّار | خدمة رعائيّة لأبناء الجالية المارونيّة ويعاونون أسقف الأبرشية في الخدمة الرعائية. كما أسّسوا فرعاً جديداً لإذاعة «صوت المحبة» - استراليا. | أرسل الأب سركيس شربل إلى سيدني لخدمة رعيّة مارونيّة. تكاثر الموارنة في تلك البلاد، فقرّرت الجمعيّة تأسيس مركز لها في سيدني. سنة 2004 تمّ تدشين كنيسة مار يوحنّا الحبيب العائدة للجمعيّة. |
| 6  | رسالة النمسا                       | 2003             |                                | الخدمة الرعائيّة للناطقين باللغة العربية.                                                                                             | |
| 7  | رسالة الباراغواي                   | سنة 2009         |                                | النشاط الراعوي والإنساني | بدأ النشاط الراعوي والإنساني ضمن منشآت الرّسالة، وفي المناطق الفقيرة المجاورة، كما ويساعد المرسلون في العمل الراعوي والاحتفال بالقدّاس في عدّة كنائس لاتينيّة في المدينة، أسّونسيون. |
| 8  | رسالة المانيا                      | 26 أيلول 2011    |                                | الخدمة الرعائيّة | بناءً على طلب المطران، وافقت الجمعيّة على إرسال كهنة لخدمة اللبنانيّين عموماً، والموارنة خصوصاً. |
| 9  | رسالة المكسيك في غوادالاخارا       | 26 أيلول 2011    |                                | الخدمة الرعائيّة | عقدت الجمعيّة مع سيادة المطران جورج سعد أبي يونس، أسقف المكسيك إتّفاقا ينطّم العلاقة بين الجمعيّة وأبرشيّة المكسيك في تلك المدينة. |
| 10 | رسالة إيطاليا                      |                  |                                | خدمة الكنيسة الجامعة ومركز لاختصاص الكهنة                                                                                            | |
| 11 | رسالة الغوادلوب                    |                  |                                | الخدمة الرعائيّة | |
| 12 | رسالة فرنسا                        | أيلول 2013       |                                | الخدمة الرعائيّة للموارنة في باريس.                                                                                                   | |

## قائمة الرؤساء العامين للجمعية مع تاريخ الولاية
| #  | الـرئـيـس العام | طريقة الانتخاب   | من | إلى                                                                                             |
| -- | --- | ---------------- | --- | ----------------------------------------------------------------------------------------------- |
| 1  | قدس الأب العام اسطفان قزاح، م.ل. الرئيس العام الأول                                                                    | منتخب            | 22 نيسان 1867 04 حزيران 1894 | 14 كانون الأول 1889 18 كانون الأول 1897                                                         |
| 2  | قدس الأب العام (المطران فيما بعد) يوحنا حبيب، م.ل. (رئيس أساقفة الناصرة شرفًا ومؤسس جمعية المرسلين اللبنانيين الموارنة) | منتخب            | 14 كانون الأول 1889 | 04 حزيران 1894                                                                                  |
| 3  | قدس الأب العام يوسف مبارك، م.ل.                                                                                        | منتخب            | 18 (21؟؟) كانون الثاني 1898 (تكملة مدة اسطفان قزاح) 07 أيار 1900 01 أيار (28 نيسان) 1906 28 نيسان 1906 27 نيسان 1909 28 نيسان 1918 23 نيسان 1927 | 07 أيار 1900 05 (06؟؟) كانون الثاني 1903 27 نيسان 1909 28 نيسان 1918 23 نيسان 1927 29 أيار 1929 |
| 4  | قدس الأب العام (المطران فيما بعد) شكر الله خوري، م.ل.                                                                  | منتخب            | 05(06؟؟) كانون الثاني 1903 | 28(14؟؟) نيسان 1906                                                                             |
| 5  | قدس الأب العام نعمة الله مبارك، م.ل.                                                                                   | منتخب            | 26 نيسان 1930 | 21 تشرين الأول 1949                                                                             |
| 6  | قدس الأب العام يوحنا سعاده، م.ل.                                                                                       | منتخب            | 29 كانون الثاني 1950 | 08 تموز 1951                                                                                    |
| 7  | قدس الأب العام أنطونيوس العنداري، م.ل.                                                                                 | منتخب            | 08 تموز 1951 | 20 أيلول 1959                                                                                   |
| 8  | قدس الأب العام ساسين زيدان، م.ل.                                                                                       | معيّن منتخب منتخب | 20 أيلول 1959 05 تموز 1965 30 تموز 1977 | 05 تموز 1965 07 تموز 1971 30 تموز 1983                                                          |
| 9  | قدس الأب العام يوسف العنداري، م.ل.                                                                                     | منتخب            | 07 تموز 1971 | 30 تموز 1977                                                                                    |
| 10 | قدس الأب العام بولس نجم، م.ل.                                                                                          | منتخب            | 30 تموز 1983 | 05 آب 1989                                                                                      |
| 11 | قدس الأب العام فيليب يزبك، م.ل.                                                                                        | منتخب            | 05 آب 1989 | 29 تموز 1995                                                                                    |
| 12 | قدس الأب العام جورج مرعب حرب، م.ل.                                                                                     | منتخب            | 29 تموز 1995 | 28 تموز 2001                                                                                    |
| 13 | قدس الأب العام خليل علوان، م.ل.                                                                                        | منتخب            | 28 تموز 2001 | 28 تموز 2007                                                                                    |
| 14 | قدس الأب العام إيلي ماضي، م.ل.                                                                                         | منتخب            | 28 تموز 2007 | 27 تموز 2013                                                                                    |
| 15 | قدس الأب العام مالك أبو طانوس، م.ل.                                                                                    | منتخب            | 27 تموز 2013 | 27 تموز 2019                                                                                    |

## مواقع خارجية
الموقع الرسمي لـ«جمعية المرسلين اللبنانيين الموارنة»: http://www.lebanesemissionaries.org/.
الموقع الرسمي لإذاعة صوت المحبة http://www.voiceofcharity.org/index.php
الموقع الرسمي لـ«المجلة الإلكترونية لصوت المحبة»: http://magazine.voiceofcharity.org/ نسخة محفوظة 4 ديسمبر 2015 على موقع واي باك مشين.
الموقع الرسمي لإذاعة صوت المحبة - أستراليا: http://www.voc.org.au/
صفحة إذاعة صوت المحبة عبر الفيس بوك: voiceofcharitylebanon
الموقع الرسمي للكرسي الرسولي: http://www.vatican.va/
الموقع الرسمي لـ«مجلس البطاركة والأساقفة الكاثوليك في لبنان»: http://www.apecl.org/arabic/index.php
الموقع الرسمي الموقع الإلكتروني الرسمي للكنيسة المارونية والبطريركية المارونية: http://www.bkerki.org/
- Catholic News Services
- الرعايا المارونية في بلدان الانتشار